# Urophyllum korthalsii
Urophyllum korthalsii är en måreväxtart som beskrevs av Friedrich Anton Wilhelm Miquel. Urophyllum korthalsii ingår i släktet Urophyllum och familjen måreväxter. Inga underarter finns listade i Catalogue of Life.